# Polygala fragilis
Polygala fragilis là một loài thực vật có hoa trong họ Polygalaceae. Loài này được Paiva miêu tả khoa học đầu tiên năm 1968.